# Programa Pullman Junior
Programa Pullman Junior (também creditado como Programa Pullman Jr.) foi um programa de televisão brasileiro exibido pela RecordTV, sendo o primeiro programa infantil. Era apresentado originalmente por Cidinha Campos e Durval de Souza. Com estreia 27 de setembro de 1953, junto com a inauguração da emissora, o programa teve 16 anos de exibição, saindo do ar em 13 de junho de 1969.

## História

### 1953–69: Primeira fase
Em 27 de setembro de 1953 a RecordTV é inaugurada, trazendo na programação original seu primeiro programa infantil, o Programa Pullman Junior. A atração tinha este nome por ser patrocinada exclusivamente pela empresa de panificação Pullman, algo comum na época, uma vez que diminuía os custos das produções, que eram extremamente altos nos primórdios da televisão no Brasil, além de divulgar o produto com as crianças. Era apresentado pelo comediante Durval de Souza e pela menina Cidinha Campos, na estreia com 10 anos, indo ao ar de segunda à sexta-feira às 18h. O elenco ainda contava com os palhaços Torresmo e Pururuca, além de Aparecida Baxter e Marília Moreira fazendo a parte publicitária e apresentando o programa durante as folgas dos apresentadores originais. O programa recebia diariamente caravanas de crianças dos colégios paulistas, trazendo brincadeiras, atividades educacionais, quadro de calouros, travessuras dos palhaços, histórias contadas pelos apresentadores, além das crianças distribuídas em mesas onde poderiam desenhar e tomar café da tarde oferecido pela empresa patrocinadora.
Além disso, o programa foi o primeiro da televisão à exibir desenhos após a parceria fechada com a Marvel, apresentando as animações Capitão América, Hulk, Namor, Homem de Ferro e Thor. No final da atração, cada criança levava para casa um kit com produtos e, uma delas, era sorteada para levar o brinde do programa, uma galinha de brinquedo. Em 1959 passou a ser exibido simultaneamente também pela TV Rio após uma sugestão do publicitário J. Walter Thompson, que alegou que  aumentando sua área de alcance. Em 1964 Ione Borges, que futuramente se tornaria uma grande apresentadora, foi um dos grandes destaques do quadro de calouros, interpretando músicas de Celly Campello. Segundo a jornalista Iris de Oliveira, com a instauração da ditadura militar no Brasil, o programa serviu de local seguro para os pais deixarem seus filhos antes de chegarem de seus trabalhos. Em 1965, com a criação da Embratel, o programa passou a ser exibido via satélite. Em 1969 a atração deixa a programação, uma vez que os apresentadores foram transferidos para o outro programa infantil, o Grande Gincana Kibon.

### 1978: Segunda fase
Em 13 de janeiro de 1978 o programa volta ao ar pela TV Gazeta, sendo apresentado por Yara Ferron, que antes era superintendente da companhia aérea Varig e teve que passar por duas sessões de testes com outras garotas sem experiência na televisão. Conhecida como Tia Yara, a apresentadora seguia os mesmos moldes do original, trazendo no elenco de volta os palhaços Torresmo e Pururuca. Após o convite do produtor Antonio Teixeira, Florentino Martino passou a integrar o elenco, após 16 anos no Grande Gincana Kibon, interpretando agora o personagem Tio Fiori. O artista foi responsável pela criação de outros personagens, como o Ovo Boa Gema, que voava no rocambole mágico, o Zé Fofinho, que fazia lanches fáceis para se reproduzir em casa, e o Pirata Guloso, que sempre tentava roubar o lanche das crianças. Angélica, que futuramente se tornaria apresentadora conhecida, frequentava o programa constantemente na plateia, aos 4 anos. No final daquele ano o programa sai do ar.

## Apresentadores
Apresentação
- Cidinha Campos (1953–1969)
- Durval de Souza (1953–1969)
- Yara Ferron (Tia Yara) (1978)

Elenco
- Torresmo (1953–1969; 1978)
- Pururuca (1953–1969; 1978)
- Aparecida Baxter (1953–1969)
- Marília Moreira (1953–1969)
- Florentino Martino (Tio Fiori / Pirata Guloso / Zé Fofinho / Ovo Boa Gema) (1978)